# Diadegma semiclausum
Diadegma semiclausum är en stekelart som först beskrevs av Hellen 1949.  Diadegma semiclausum ingår i släktet Diadegma och familjen brokparasitsteklar. Inga underarter finns listade i Catalogue of Life.